# Csay Renáta
Csay Renáta (Győr, 1977. március 21. –) kajakozó, hússzoros maraton kajak világbajnok.

## Sportpályafutása
Tizenkét esztendős korában Győrött kezdett el kajakozni, első edzője Sztanity László volt. Először akkor figyelhettek fel rá a szakmabeliek, mikor az 1994-ben az amszterdami ifjúsági világkupán 2. helyen végzett. Először 1997-ben szerepelt felnőtt világeseményen, Európa-bajnoki 2. helyezett lett Paviában. 1998 és 2004 között Ludasi Róbert volt az edzője, és sorozatban három Európa-bajnoki címet szerzett párosban, majd 2007-ben egyéniben is első lett. 2004 óta újra nevelőedzőjével, Sztanity Lászlóval dolgozik együtt. A következő években a világbajnokságokon is sikert sikerre halmozott, olyannyira, hogy 2016-ban megszerezte 18. világbajnoki címét, és ezzel sportága legsikeresebb versenyzőjévé vált.
A sportág örökös bajnoka.
A dél-afrikai Pietermaritzburgban rendezett 2017-es maraton kajak-kenu világbajnokságon K2 26 km-en (Bara Alexandra csapattársaként) ezüstérmes lett.
2018-ban, a portugáliai Prado Vila Verdében rendezett maratoni világbajnokságon 19. aranyérmét is megszerezte.
2019 októberében Saohszingben huszadik alkalommal is aranyérmet nyert, ezzel a maratoni kajak-kenu történetének legeredményesebb sportolója lett.
| 1999 | Győr             | K–2      | 36.6 km |
| 2000 | Dartmouth        | K–2      | 36.6 km |
| 2002 | Zamora           | K–2      | 36.6 km |
| 2003 | Valladolid       | K–1, K–2 | 36.6 km |
| 2005 | Perth            | K–2      | 36.6 km |
| 2010 | Banyoles         | K–1, K–2 | 36.6 km |
| 2011 | Szingapúr        | K–1, K–2 | 36.6 km |
| 2012 | Róma             | K–1, K–2 | 26.6 km |
| 2013 | Koppenhága       | K–1      | 26.6 km |
| 2014 | Oklahoma City    | K–1, K–2 | 26.6 km |
| 2015 | Győr             | K–2      | 26.6 km |
| 2016 | Brandenburg      | K–1, K–2 | 26.6 km |
| 2018 | Prado Vila Verde | K–2      | 26.6 km |
| 2019 | Saohszing        | K–2      | 26.6 km |